# بيلي أور
بيلي أور (بالإنجليزية: Billy Orr)‏ هو لاعب كرة قاعدة أمريكي، ولد في 22 أبريل 1891 في سان فرانسيسكو في الولايات المتحدة، وتوفي في 10 مارس 1967 في ست. هيلينا في الولايات المتحدة.

## وصلات خارجية
- بيلي أور على موقعبيزبول رفرنس.كوم (الدوري الرئيسي) (الإنجليزية)
- بيلي أور على موقعبيزبول رفرنس.كوم (الدوري الثانوي) (الإنجليزية)